# U 866
U 866 war ein U-Boot vom Typ IX C/40, das von der deutschen Kriegsmarine während des Zweiten Weltkriegs im Nordatlantik eingesetzt wurde.

## Technische Daten
Bereits seit 1934 war die Deschimag AG Weser, teilweise unter Umgehung der Bestimmungen des Versailler Vertrages,  am Aufbau der deutschen U-Bootflotte beteiligt. Während des Krieges spezialisierte sich die Werft auf den Bau von Booten des größeren Typs IX. Von diesen Booten wurden bis Kriegsende 113 Stück an die Kriegsmarine ausgeliefert. Der für den Übersee-Einsatz konzipierte Typ IX C/40 war ein Zwei-Hüllenboot, das 76 m lang war und einen Durchmesser von 6,84 m hatte. Es erreichte bei Überwasserfahrt eine Geschwindigkeit von 18,3 kn und fuhr unter Wasser maximal 7,5 kn. U 866 wurde am 17. November von Kapitänleutnant Walter Pommerehne in Dienst gestellt. 
Ab Herbst 1944 wurde das Boot mit dem neuartigen Kurzsignalverfahren Kurier ausgestattet. 

## Einsatz und Geschichte
U 866 war bis Juli 1944 der 4. U-Flottille unterstellt, einer Ausbildungsflottille, die in Stettin stationiert war. In dieser Zeit unternahm Kommandant Pommerehne, seit 1943 im Rang eines Korvettenkapitäns, Ausbildungsfahrten in der Ostsee zum Einfahren des Bootes und zur Ausbildung der Besatzung. Im Dezember 1944 übernahm Oberleutnant zur See Peter Rogowsky nach drei Monaten als Kommandantenschüler das Kommando auf U 866, welches zu dieser Zeit wieder in Stettin war und Anfang 1945 nach Kiel auslief.  
Am 21. Januar 1945 lief das Boot von Kiel zu seiner ersten Unternehmung aus. Diese führte das Boot zunächst nach Horten in Norwegen, wo es am 23. Januar eintraf. Von dort fuhr U 866 noch zwei weitere norwegische Marinestützpunkte an, bevor es am 6. Februar von Bergen im Zuge des Unternehmen Paukenschlag zum Einsatzgebiet an der nordamerikanischen Atlantikküste aufbrach. 
Das Boot gehörte hierbei zu einer Gruppe von drei IX/C-Booten (U 857, U 879), die koordiniert im Operationsgebiet eingesetzt werden sollten und alle zwischen dem 6. und dem 11. Februar von Norwegen ausliefen. Sie hatten die Anweisung, tägliche Wettermeldungen abzugeben, wodurch es der britischen Funkaufklärung möglich war, den Weg der Gruppe nachzuvollziehen. Diese Erkenntnisse gab die Royal Navy an die US-amerikanische Marine weiter, die eine U-Bootjagdgruppe aus sechs Geleitschiffen zusammenstellte, die die drei deutschen U-Boote abfangen sollte.
Am 10. März griff Kommandant Rogowsky im Seegebiet vor Boston zwei Schiffe mit LUT-Torpedos an und meldete Detonationen. Es konnten jedoch keine Versenkungen oder Beschädigungen bestätigt werden.

### Versenkung
U 866 wurde am 18. März 1945 südöstlich der kanadischen Hafenstadt Halifax durch die US-amerikanischen Geleitschiffe USS Lowe, USS Menges, USS Pride und USS Mosley mit Wasserbomben versenkt. Alle 55 Mann der Besatzung kamen dabei ums Leben.